# Pescatoria klabochorum
Pescatoria klabochorum är en orkidéart som beskrevs av Heinrich Gustav Reichenbach. Pescatoria klabochorum ingår i släktet Pescatoria och familjen orkidéer.
Artens utbredningsområde är Ecuador. Inga underarter finns listade i Catalogue of Life.